# Clement Chukwu
Clement Chukwu (Nigeria, 7 de julio de 1973) es un atleta nigeriano retirado, especializado en la prueba de 4x400 m en la que llegó a ser campeón olímpico en 2000.

## Carrera deportiva
En los JJ. OO. de Sídney 2000 ganó la medalla de oro en los relevos 4x400 m, con un tiempo de 2:58.68 segundos, llegando a la meta por delante de Jamaica y Bahamas, siendo sus compañeros de equipo: Jude Monye, Sunday Bada y Enefiok Udo-Obong.